# Graciella affinis
Graciella affinis là một loài bọ cánh cứng trong họ Cerambycidae.